# Platycotis fuscata
Platycotis fuscata är en insektsart som beskrevs av Fowler 1897. Platycotis fuscata ingår i släktet Platycotis och familjen hornstritar. Inga underarter finns listade i Catalogue of Life.